# Scleria spicata
Scleria spicata là loài thực vật có hoa trong họ Cói. Loài này được (Spreng.) J.F.Macbr. miêu tả khoa học đầu tiên năm 1929.